# Campeonato Mundial de Ginástica Artística de 2007 - Resultados femininos
Os resultados femininos no Campeonato Mundial de Ginástica Artística de 2007 somaram dezoito medalhas nas seis provas disputadas. Nas provas do concurso geral e da trave ocorreram empates.

## Resultados

### Equipes
Finais
| Pos.              | País        | Ginastas | Pontos  |
| ----------------- | ----------- | --- | ------- |
| Medalha de ouro   | E. Unidos   | Nastia Liukin, Alicia Sacramone, Shayla Worley, Shawn Johnson, Samantha Peszek, Ivana Hong                        | 184,400 |
| Medalha de prata  | China       | Cheng Fei, He Ning, Jiang Yuyuan, Xiao Sha, Yang Yilin, Li Shanshan                                               | 183,450 |
| Medalha de bronze | Roménia     | Cătălina Ponor, Sandra Izbasa, Steliana Nistor, Cerasela Patrascu, Daniela Druncea, Andreea Grigore               | 178,100 |
| 4                 | Itália      | Monica Bergamelli, Francesca Benolli, Vanessa Ferrari, Federica Macri, Lia Parolari, Silvia Zanolo                | 175,450 |
| 5                 | Brasil      | Jade Barbosa, Ana Cláudia Silva, Daiane dos Santos, Daniele Hypólito, Laís Souza, Khiuani Dias                    | 175,125 |
| 6                 | França      | Katheleen Lindor, Marine Petit, Laëtitia Dugain, Cassy Vericel, Isabelle Severino, Pauline Morel                  | 173,600 |
| 7                 | Reino Unido | Rebecca Downie, Hannah Clowes, Aisling Williams, Rebecca Wing, Marissa King, Elizabeth Tweddle                    | 169,175 |
| 8                 | Rússia      | Elena Zamolodchikova, Yulia Lozhecko, Svetlana Klyukina, Kristina Pravdina, Ksenia Semenova, Ekaterina Kramarenko | 164,525 |

Fase de classificação
| Pos. | País            | Ginastas | Pontos  |
| ---- | --------------- | --- | ------- |
| 9    | Ucrânia         | Alina Kozich, Daria Zgoba, Olga Sherbatykh, Maryna Proskurina, Valentina Holenkova, Anastasia Koval                 | 231,425 |
| 10   | Alemanha        | Oksana Chusovitina, Katja Abel, Anja Brinker, Jenny Brunner, Joeline Möbius, Marie-Sophie Hindermann                | 231,125 |
| 11   | Austrália       | Ashleigh Brennan, Hollie Dykes, Daria Joura, Lauren Mitchell, Shona Morgan, Chloe Sims                              | 230,850 |
| 12   | Japão           | Koko Tsurumi, Keiko Mukumoto, Miki Uemura, Momoko Ozawa, Mayu Kuroda, Kyoko Oshima                                  | 228,175 |
| 13   | Coreia do Norte | Hong Un Jong, Hong Su Jong, Cha Yong Hwa, Un Hyang Kim, Myong Bok Kim, Yong Mi Kang                                 | 226,575 |
| 14   | Canadá          | Elyse Hopfner-Hibbs, Marci Bernholtz, Alyssa Brown, Kristina Vaculik, Sydney Sawa, Nansy Damianova                  | 225,975 |
| 15   | Espanha         | Mercedes Alcaide, Laura Campos, Lenika de Simone, Patricia Moreno, Naomi Ruiz Walker, Melodie Pulgarin              | 224,850 |
| 16   | Rep. Tcheca     | Jana Komrsková, Kristina Palesova, Nicole Pechancová, Jana Šikulová, Martina Strnadová, Eva Verbová                 | 223,625 |
| 17   | Países Baixos   | Verona van de Leur, Lichelle Wong, Anne Tritten, Marrit Ewald, Petra Witjes, Sanne Wevers                           | 222,575 |
| 18   | Suíça           | Danielle Englert, Ariella Kaeslin, Laura Alzina, Lucia Tacchelli, Yasmin Zimmermann, Sylvia Hitz                    | 219,200 |
| 19   | Grécia          | Stefani Bismpikou, Viktoria Tsakalidou, Evgenia Zafeiraki, Vasiliki Georgakopoulou, Anna Orfanou, Vasiliki Millousi | 217,975 |
| 20   | México          | Elsa García, Marisela Cantu, Erika García, Yessenia Estrada, Yeny Ibarra                                            | 214,200 |
| 21   | Bielorrússia    | Nastassia Marachkouskaya, Viktoria Makshtarova, Volha Shakots, Karyna Tsimerbayeva, Aksana Novikava, Irina Sirutz   | 206,725 |
| 22   | Polónia         | Marta Pihan, Paula Plichta, Joanna Litewka, Katarzyna Jurkowska, Sara Szczawinska, Monika Frandofert                | 206,700 |
| 23   | Coreia do Sul   | Han Sol Yu, Byul Han, Hyun Joo Jo, Eun Kyung Park, Ji Na Kang, Dae-Eun Kim                                          | 206,325 |
| 24   | Bulgária        | Nikolina Tankoucheva, Silviya Georgieva, Iliana Sheytanova, Maya Petrova, Kalina Todorova                           | 197,075 |

### Individual geral
Finais
| Pos.              | País            | Ginasta                 | Pontos |
| ----------------- | --------------- | ----------------------- | ------ |
| Medalha de ouro   | Estados Unidos  | Shawn Johnson           | 61,875 |
| Medalha de prata  | Roménia         | Steliana Nistor         | 60,625 |
| Medalha de bronze | Brasil          | Jade Barbosa            | 60,550 |
| Medalha de bronze | Itália          | Vanessa Ferrari         | 60,550 |
| 5                 | Estados Unidos  | Nastia Liukin           | 60,100 |
| 6                 | China           | Yang Yilin              | 60,025 |
| 7                 | China           | Sha Xiao                | 59,600 |
| 8                 | Rússia          | Yulia Lozhecko          | 59,250 |
| 9                 | Roménia         | Sandra Izbasa           | 59,225 |
| 10                | Austrália       | Daria Joura             | 58,800 |
| 11                | Reino Unido     | Elizabeth Tweddle       | 58,725 |
| 12                | Coreia do Norte | Hong Su Jong            | 58,325 |
| 13                | Rússia          | Ekaterina Kramarenko    | 57,850 |
| 14                | Alemanha        | Marie-Sophie Hindermann | 57,800 |
| 15                | Japão           | Koko Tsurumi            | 57,525 |
| 16                | França          | Marine Petit            | 57,300 |
| 17                | Espanha         | Lenika de Simone        | 57,150 |
| 18                | Alemanha        | Anja Brinker            | 56,550 |
| 19                | Itália          | Frederica Macri         | 56,350 |
| 20                | Chéquia         | Kristina Palesova       | 56,250 |
| 21                | França          | Pauline Morel           | 56,050 |
| 22                | Suíça           | Ariella Kaeslin         | 55,375 |
| 23                | Coreia do Norte | Hong Un Jong            | 55,200 |
| 24                | Ucrânia         | Valentina Holenkova     | 55,150 |

| Pos.              | País           | Ginasta            | Pts    |
| ----------------- | -------------- | ------------------ | ------ |
| Medalha de ouro   | China          | Cheng Fei          | 15,937 |
| Medalha de prata  | C. do Norte    | Hong Su Jong       | 15,812 |
| Medalha de bronze | Estados Unidos | Alicia Sacramone   | 15,412 |
| 4                 | C. do Norte    | Hong Un Jong       | 15,200 |
| 5                 | Brasil         | Jade Barbosa       | 15,162 |
| 6                 | Alemanha       | Oksana Chusovitina | 14,687 |
| 7                 | Rep. Tcheca    | Jana Komrskova     | 14,412 |
| 8                 | Rússia         | E. Zamolodchikova  | 13,875 |

| Pos.              | País            | Ginasta           | Pts    |
| ----------------- | --------------- | ----------------- | ------ |
| Medalha de ouro   | Rússia          | Ksenia Semenova   | 16,350 |
| Medalha de prata  | Estados Unidos  | Nastia Liukin     | 16,300 |
| Medalha de bronze | China           | Yang Yilin        | 16,150 |
| 4                 | Reino Unido     | Elizabeth Tweddle | 16,125 |
| 5                 | Alemanha        | Sofie Hindermann  | 15,875 |
| 6                 | Roménia         | Steliana Nistor   | 15,800 |
| 7                 | Coreia do Norte | Hong Su Jong      | 15,650 |
| 8                 | Itália          | Vanessa Ferrari   | 14,700 |

| Pos.             | País           | Ginasta           | Pts    |
| ---------------- | -------------- | ----------------- | ------ |
| Medalha de ouro  | Estados Unidos | Anastasia Liukin  | 16,025 |
| Medalha de prata | Roménia        | Steliana Nistor   | 15,900 |
| Medalha de prata | China          | Li Shanshan       | 15,900 |
| 4                | Roménia        | Catalina Ponor    | 15,700 |
| 5                | Austrália      | Lauren Mitchell   | 15,425 |
| 6                | França         | Isabelle Severino | 14,675 |
| 7                | Brasil         | Jade Barbosa      | 14,575 |
| 8                | Estados Unidos | Shawn Johnson     | 14,475 |

| Pos.              | País           | Ginasta              | Pts    |
| ----------------- | -------------- | -------------------- | ------ |
| Medalha de ouro   | Estados Unidos | Shawn Johnson        | 15,250 |
| Medalha de prata  | Estados Unidos | Alicia Sacramone     | 15,225 |
| Medalha de bronze | França         | Cassy Vericel        | 15,125 |
| 4                 | China          | Jiang Yuyan          | 15,100 |
| 5                 | China          | Cheng Fei            | 15,075 |
| 6                 | Itália         | Vanessa Ferrari      | 15,050 |
| 7                 | Reino Unido    | Elizabeth Tweddle    | 14,900 |
| 8                 | Roménia        | Sandra Raluca Izbasa | 14,525 |